# Endelus helferi
Endelus helferi es una especie de escarabajo del género Endelus, familia Buprestidae. Fue descrita científicamente por Cobos en 1964.

## Distribución geográfica
Esta especie se encuentra en Papúa Nueva Guinea.